# E’tinghe Linchang (bondby i Kina, Heilongjiang Sheng, lat 49,02, long 129,03)
E'tinghe Linchang (kinesiska: 阿廷河林场) är en bondby i Kina. Den ligger i provinsen Heilongjiang, i den nordöstra delen av landet, omkring 410 kilometer nordost om provinshuvudstaden Harbin. Antalet invånare är 150. Befolkningen består av 72 kvinnor och 78 män. Barn under 15 år utgör 7,0 %, vuxna 15-64 år 91 %, och äldre över 65 år 1,0 %.
Runt E'tinghe Linchang är det mycket glesbefolkat, med 6 invånare per kvadratkilometer. Det finns inga andra samhällen i närheten. Omgivningarna runt E'tinghe Linchang är en mosaik av jordbruksmark och naturlig växtlighet.
Genomsnittlig årsnederbörd är 948 millimeter. Den regnigaste månaden är juli, med i genomsnitt 243 mm nederbörd, och den torraste är januari, med 11 mm nederbörd.